# Загребельний Олександр Миколайович
Олекса́ндр Микола́йович Загребе́льний (24 лютого 1937 , Дніпро  — 19 листопада 1993 , Київ ) — український співак (бас), 1968 — лауреат Всесоюзного конкурсу вокалістів ім. Глінки, 1982 — народний артист УРСР.

## Життєпис
Народився 24 лютого 1937 року у Дніпропетровську.
Закінчив 1968 року навчання в Київській консерваторії — по класу М. Снаги-Паторжинської, прийнятий в Київський театр опери та балету. 1973 року був на стажуванні в Міланському театрі «Ла Скала».
Виступав також як камерний співак. Серед звукозаписів — симфонія-кантата № 1 «Моя Україна» (1943) А. Штогаренка, симфонічний оркестр Київської консерваторії, Лариса Юрченко (меццо-сопрано), диригент Степан Турчак.

Могила Олександра Загребельного, Байкове кладовище

Лауреат Шевченківської премії 1976 року — разом з Д. Шостаковичем, К. Симеоновим, Л. Венедиктовим, Є. В. Колесник — за оперу «Катерина Ізмайлова» в Київському театрі опери та балету імені Т. Г. Шевченка.
Помер на 57-му році життя 19 листопада 1993 року. Похований разом з родиною на Байковому кладовищі (ділянка № 49а, 50°24′59.95″ пн. ш. 30°30′6.02″ сх. д. / 50.4166528° пн. ш. 30.5016722° сх. д.).

## Партії
- Руслан — «Руслан і Людмила» М. Глинки,
- Султан — «Запорожець за Дунаєм» С. Гулака-Артемовського,
- Мефістофель — «Фауст» Ж. Ф. Гуно,
- Воєвода — «Тарас Бульба» М. Лисенка,
- Сокальський — «Полководець» Б. Лятошинського,
- Ярослав Мудрий — однойменна опера Г. Майбороди,
- Граф де Сен-Брі — «Гугеноти» Дж. Мейєрбера,
- Борис Годунов — «Борис Годунов», Досифей — «Хованщина», Черевик — «Сорочинський ярмарок» — М. Мусоргського,
- Полкан — «Золотий півник» М. Римського-Корсакова,
- Борис Тимофійович — «Катерина Ізмайлова» Д. Шостаковича.